# Purga (novela)
Purga (en finés: Puhdistus) es una novela escrita por la finlandesa Sofi Oksanen, publicada por primera vez en 2008 y traducida a por lo menos treinta y ocho idiomas. La trama fue desarrollada a partir de una obra de teatro homónima, que Oksanen escribió para su subsecuente representación en el Teatro Nacional de Finlandia durante 2007.
Purga relata la historia de dos mujeres que reviven sus respectivos pasados oscuros, revelando colusiones, lucha y resistencia ante la violencia sexual, ante la Estonia ocupada por los soviéticos de la primera mitad del siglo XX.

## Adaptación cinematográfica
La obra fue adaptada en 2012 a una película dirigida por Antti Jokinen, que fue seleccionada para contender por el Óscar a la mejor película en lengua extranjera en la 85.ª entrega de los Premios de la Academia.